# Gigabit
Gigabit – jednostka informacji, w skrócie Gb lub Gbit.
1 Gbit = 109 = 1 000 000 000 bitów.
Przykładowe przeliczenia na inne jednostki:
1 Gb = 1000 Mb
1000 Gb = 1 Tb
Zwykle jednak:
1 Gb = 1024 Mb
8 Gb = 8192 Mb  = 1024 MB
ponieważ IEC 60027-2 jest tylko propozycją stosowania, a nie standardem, natomiast już od zarania informatyki w tej dziedzinie nauki wykorzystywane są przedrostki dziesiętne w znaczeniu przedrostków binarnych.
Gigabity są powszechnie używane do określania przepustowości łączy i szybkości transmisji danych, wyrażanej wówczas w gigabitach na sekundę (w skrócie Gb/s, Gbit/s lub Gbps).
Podczas transmisji danych często używane są nadmiarowe bity kontrolne – szczególnie ma to miejsce przy transmisji asynchronicznej. Z tego też względu 1 bajt przesyłanej informacji wymaga transmitowania więcej niż 8 bitów. Zazwyczaj do każdych 8 bitów danych dołącza się 2 bity kontrolne (np. bit startu i bit stopu), co łącznie daje liczbę 10 bitów na każdy bajt transmitowanej informacji. W rzeczywistości do przesłania jednego bajta konieczne jest przekazanie jeszcze większej ilości informacji. Podczas transmisji danych w Internecie do komunikacji stosowane są protokoły komunikacyjne, które kapsułkują użyteczne informacje w pakietach z nagłówkami. Ich zastosowanie powoduje zmniejszenie efektywnego natężenia strumienia danych płynącego przez łącze, ale dzięki mechanizmom korekcji i detekcji błędów zapewniony jest wyższy poziom niezawodności transmisji, który jest niezbędny w wielu zastosowaniach.
Binarnym odpowiednikiem gigabitu (Gb) jest gibibit (Gib), równy 230 = 10243 bitów.